# Harry Oliver
Harry Oliver (Hastings, 4 aprile 1888 – Los Angeles, 4 luglio 1973) è stato uno scenografo, comico e artista statunitense.

## Biografia
Ottenne due volte la candidatura al premio Oscar nella categoria migliore scenografia: nel 1929 per Settimo cielo e nel 1930 per L'angelo della strada. Tra gli altri film cui prese parte, Follie del cinema (1932), Il nostro pane quotidiano (1930), La stella della fortuna (1929), Viva Villa! (1934) e Il californiano (1937).

## Filmografia parziale

### Scenografo
- Behind the Door, regia di Irvin Willat (1919)
- Settimo cielo (Seventh Heaven), regia di Frank Borzage (1927)
- L'angelo della strada (Street Angel), regia di Frank Borzage (1928)